# Волтађо
Волтађо (итал. Voltaggio) је насеље у Италији у округу Алесандрија, региону Пијемонт.
Према процени из 2011. у насељу је живело 571 становника. Насеље се налази на надморској висини од 342 м.

## Становништво
| 1931. | 1936. | 1951. | 1961. | 1971. | 1981. | 1991. | 2001. | 2011. |
| ----- | ----- | ----- | ----- | ----- | ----- | ----- | ----- | ----- |
| 1.845 | 1.667 | 1.558 | 1.308 | 1.088 | 898   | 815   | 770   | 759   |